# تلمبه شهید باهنر
تلمبه شهید باهنر یک منطقهٔ مسکونی در ایران است که در دهستان خورسند واقع شده‌است. تلمبه شهید باهنر ۲۷ نفر جمعیت دارد.